# 김제 지평선 축제
김제 지평선 축제 전북특별자치도 김제의 농경문화를 중심으로한 김제의 역사성을 담아내기 위한 문화관광축제로써 김제시의 김제지평선축제제전위원회가 주관한다. 1960년 음력 9월 9일 김제시민의 날 지정이 유래가 되었고 1999년부터 매년 10월에 개최되고 있다. 벽골제 일대에서 개최되고 매년 100만명 이상 관광객이 다녀간다.
하늘과 땅이 만나는 지평선의 비경을 테마로 한 지역 이미지 창출과 쌀을 소재로 한 지역특성화 축제로서 농가소득 증대와 연계하기 위한 목적이다.
문화체육관광부 지정 8년연속 최우수문화관광축제에 이어 2017년 전국최초 5년연속 대한민국 대표축제로 선정되어 명실공히 대한민국 최고의 축제라 할 수 있다.
대표프로그램으로는 벽골제 전설 쌍룡놀이,풍년기원 입석줄다리기, 벽골제 쌍룡횃불퍼레이드가 있다.
이외에도 연날리기, 메뚜기잡기, 우마차체험, 자전거여행, 아궁이쌀밥짓기체험,무자위와 용두레, 짚풀공예 체험 등 가족단위 관광객들이 좋아하는 체험들이 주류를 이루고 있다.
대한민국의 대표 농경문화축제인 만큼 국가지정 6대농악 기획공연과 팔도 막걸리 홍보관도 빠질수 없는 즐거움을 제공한다.
일본, 중국, 동남아권에서도 매년 이 축제를 보기위해 방문하고 있으며, 미국 워싱턴주에서 개최되는 워싱턴스테이트 페어와 자매결연을 체결해 상호 교류하고 있다.
매년 9월말에서 10월초 김제시 일원(벽골제 중심)개최되며, 2018년은 20주년을 맞이하게 된다.
자세한 사항은 김제시청 축제담당 063-540-3031
로 문의하면 친절하게 안내해 준다.